# Europa germanoparlant

Coneixements de llengua alemanya dels ciutadans de la Unió europea.

La llengua alemanya és parlada en nombrosos països i territoris a Europa, sent utilitzada com a llengua oficial i com a llengua minoritària a diversos països europeus. Per referir-nos a aquests, sovint diem països parlants d'alemany, àrea de parla alemanya (alemany: Deutscher Sprachraum alemany), o el qual vol dir, Europa germanoparlant. Normalment els pocs territoris extraeuropeus on es parla alemany no estan inclosos en el concepte.
L'alemany és la llengua principal de 95 i 100 milions de persones aproximadament a Europa, o el que ve a ser, el 13,3 % de tots els europeus; sent la segona llengua amb meus parlants nadius a Europa després del rus (amb 144 milions de parlants) i per sobre del francès (amb 66,5 milions) i anglès (amb 64,2 milions).
Hi ha una reunió anual dels caps d'Estat de països germanoparlants incloent el president d'Alemanya, Àustria i Suïssa i el Príncep Hereu de Liechtenstein. Des de 2014 el Rei de Bèlgica i el Gran Duc de Luxemburg també han participat sobre temes relacionats a l'ús i estatus de l'alemany com a llengua comuna a la Unió Europea.

## D-A-CH

Països que integren D-A-CH

L'acrònim D-A-CH o DACH és un terme usat per representar els estats pertanyents a la zona lingüística de la llengua alemanya o (Sprachraum). Està basat en els codis d'inscripció de vehicle internacionals. Els països europeus amb majories germanoparlants (i les seves sigles en l'acrònim DACH) són:
- Alemanya (95%, 78,3 milions, a Alemanya - D de Deutschland)
- Àustria (89%, 7,4 milions, A de Àustria, alemany: Österreich)
- Suïssa (65%, 4,6 milions, CH de Confederació Helvètica, alemany: (Die) Schweiz)

"Dach" és també la paraula alemanya utilitzada per referir-se al "sostre", i és utilitzada en lingüística amb el terme Dachsprache, el qual en alemany estàndard podria dir-se que està relacionat amb alguns dialectes alemanys perifèrics, especialment a Suïssa, França, Luxemburg i Àustria. El terme és de vegades estès a D-A-CH-Li, DACHL o DACH+ per incloure a Liechtenstein. Una altra versió és DACHS, amb "DACHS/Dachs" (que vol dir "Teixó" en alemany) per incloure la regió de parla alemanya del Tirol italià.
DACH és també el nom d'un projecte el qual se centra en la planificació i cooperació transfronterera.

## Estatus oficial

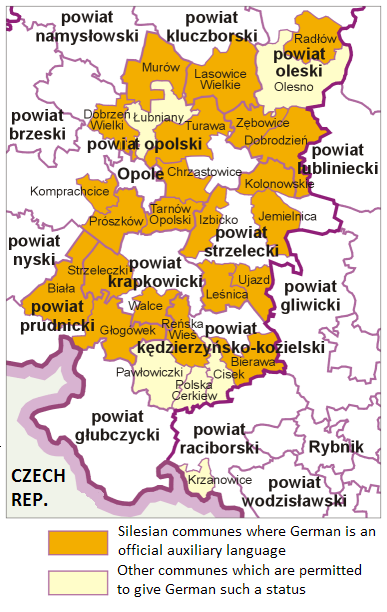
Alemany com a llengua auxiliar oficial en 22 municipalitats de la part polonesa de Silèsia.

L'alemany estàndard és l'única llengua oficial a Liechtenstein i Àustria; comparteix l'estatus oficial a Alemanya (amb el danès, frisó i sòrab com a llengües minoritàries), Suïssa (amb el francès, italià i romanx), Bèlgica (amb el neerlandès i francès) i Luxemburg (amb el francès i luxemburguès). L'alemany té ús reconegut de llengua oficial local a regions germanòfones de Dinamarca, Itàlia i Polònia. És també una de les 23 llengües oficials de la Unió europea.
És també una llengua minoritària a Croàcia, a la República Txeca, Estònia, a la França, a Hongria, Letònia, Lituània, Polònia, Romania, Rússia, Sèrbia, Eslovàquia i a Ucraïna. Això es deu principalment a la diàspora alemanya.
L'alemany va ser la lingua franca d'Europa central, de l'est i nord d'Europa i continua sent una de les llengües estrangeres més populars d'Europa. El 32% dels ciutadans de l'Europa dels 15 diuen que poden parlar en alemany (tant com a llengua materna o segona com en qualitat de llengua estrangera). Existeix una gran possibilitat de veure canals de televisió en alemany per satèl·lit o per cable.